# جوزيف مودير
جوزيف مودير ، من مواليد 19 سبتمبر 1947 ، لاعب كرة قدم تشيكوسلوفاكي سابق.
لعب مع منتخب تشيكوسلوفاكيا لكرة القدم.
- جوزيف مودير على موقع الاتحاد الأوربي (الإنجليزية)
- جوزيف مودير على موقع الاتحاد التشيكي (الإنجليزية)
- جوزيف مودير على موقع قاعدة بيانات كرة القدم.إي يو (الإنجليزية)
- جوزيف مودير على موقع ناشيونال فوتبول تيمز (الإنجليزية)